# Mildred, Kansas
Mildred är en ort i Allen County i Kansas. Vid 2010 års folkräkning hade Mildred 28 invånare.